# Lonchoptera hasanica
Lonchoptera hasanica är en tvåvingeart som beskrevs av Kuznetzov och Kuznetzova 1995. Lonchoptera hasanica ingår i släktet Lonchoptera och familjen spjutvingeflugor. Inga underarter finns listade i Catalogue of Life.